# Таун-оф-Пайнс (Індіана)
Таун-оф-Пайнс (англ. Town of Pines) — місто (англ. town) в США, в окрузі Портер штату Індіана. Населення — 594 особи (2020).

## Географія
Таун-оф-Пайнс розташований за координатами 41°41′17″ пн. ш. 86°57′6″ зх. д. / 41.68806° пн. ш. 86.95167° зх. д. (41.688193, -86.951765).  За даними Бюро перепису населення США в 2010 році місто мало площу 5,84 км², уся площа — суходіл.

## Демографія
Згідно з переписом 2010 року, у місті мешкало 708 осіб у 302 домогосподарствах у складі 184 родин. Густота населення становила 121 особа/км².  Було 353 помешкання (60/км²).
Расовий склад населення:
| - 93,9 % — білих - 2,3 % — чорних або афроамериканців - 0,4 % — корінних американців - 0,3 % — азіатів |

До двох чи більше рас належало 3,0 %. Частка іспаномовних становила 3,1 % від усіх жителів.
За віковим діапазоном населення розподілялося таким чином: 18,8 % — особи молодші 18 років, 66,7 % — особи у віці 18—64 років, 14,5 % — особи у віці 65 років та старші. Медіана віку мешканця становила 45,3 року. На 100 осіб жіночої статі у місті припадало 101,7 чоловіків;  на 100 жінок у віці від 18 років та старших — 106,1 чоловіків також старших 18 років.
Середній дохід на одне домашнє господарство  становив 55 047 доларів США (медіана — 43 214), а середній дохід на одну сім'ю — 61 994 долари (медіана — 51 477). За межею бідності перебувало 25,4 % осіб, у тому числі 41,4 % дітей у віці до 18 років та 5,3 % осіб у віці 65 років та старших.
Цивільне працевлаштоване населення становило 333 особи. Основні галузі зайнятості: виробництво — 19,8 %, роздрібна торгівля — 18,0 %, освіта, охорона здоров'я та соціальна допомога — 17,4 %.